# Альфонс Вебер
Альфонс Вебер (нім. Alfons Weber, 1 серпня 1915 — 4 січня 1992) — швейцарський футболіст, який грав на позиції нападника.

## Клубна кар'єра
Грав на юнацькому рівні у місцевому клубі «Нордстерн» (Базель). Перейшов до основної команди в 1932 році. Грав три сезони за «Нордстерн», а потім перейшов на один рік у Берн, з яким став четвертим у чемпіонаті Швейцарії. Також з командою грав у півфіналі Кубка Швейцарії 1936 року.
Влітку 1936 року в складі «Берна» брав участь в Кубку Мітропи. Швейцарські клуби вперше отримали запрошення виступити в турнірі, розпочинали свій шлях в кваліфікаційному раунді і всі четверо представників не змогли пройти далі. «Берн» зустрічався з італійським клубом «Торіно» і без шансів двічі програв 1:4 і 1:7. 
В другій частині 1936 року Вебер приєднався до «Базеля», де грав під керівництвом тренера Гайнца Кернера в сезоні 1936—1937 років. Після трьох товариських ігор він дебютував у національній лізі за свій новий клуб у виїзній грі 30 серпня 1936 року проти свого колишнього клубу «Берна» (0:1). Забив свій перший гол (і одразу ж другий) за новий клуб 25 квітня 1937 року в домашній грі на «Ландгофі» проти «Ла-Шо-де-Фон» (3:2).
«Базель» провів слабкий сезон. Лише завдяки чотирьом перемогам поспіль наприкінці кампанії команда фінішувала на передостанньому місці в турнірній таблиці. Оскільки «Ла-Шо-де-Фон» і «Базель» мали по 20 очок, їм довелося провести плей-офф за збереження місця в еліті. Ця гра відбулася на стадіоні «Ванкдорф» у Берні 13 червня 1937 року. 90 хвилин матчу завершились нульовою нічиєю. В додатковий час «Ла-Шо-де-Фон» повів у рахунку, але Вебер зміг зрівняти рахунок. Перегравання відбулося на стадіоні «Нойфельд» у Берні 20 червня 1937 року і завершилось перемогою «Базеля» з рахунком 1:0.
Наступного сезону «Базель» провів значно кращий сезон під керівництвом граючого тренера Фернана Жаккара. З 27 очками команда закінчила сезон на четвертій позиції. За два сезони Вебер провів за «Базель» 61 гру, забив 21 гол. 43 з цих ігор відбулися в чемпіонаті, чотири в Кубку Швейцарії і 14 були товариськими іграми. Забив 11 голів у лізі, два в кубку, інші 8 під час контрольних ігор.
Після цього приєднався до клубу «Лугано», діючого чемпіона країни. В першому сезоні став з командою третім у лізі. Провів шість хороших сезонів. У першості 1940—1941 став чемпіоном Швейцарії. У сезоні 1942—1943 років дійшов до фіналу кубка і страв срібним призером у лізі.
У сезоні 1945—1946 Вебер перебрався до «Беллінцони». Виграв чемпіонат 1947–1948 з цим клубом. Грав у складі «Беллінцони» чотири роки, перш ніж завершити активну кар'єру.

## Кар'єра в збірній
Вперше був викликаний до збірної Швейцарії в 1937 році тренером Карлом Раппаном. Дебютував за свою країну 14 листопада 1937 року в товариській грі проти Угорщини в Будапешті, в якій господарі перемогли з рахунком 2:0. Через два роки знову був викликаний у національну команду і зіграв ще дві гри проти Іспанії (2:3) та Португалії (0:3).

## Статистика виступів

### Статистика виступів в чемпіонаті
Виступи у вищому дивізіоні чемпіонату Швейцарії починаючи з сезону 1933/34.
| Сезон                       | Матчі | Голи | Клуб       |
| --------------------------- | ----- | ---- | ---------- |
| Чемпіонат Швейцарії 1933/34 | 13    | 4    | Нордштерн  |
| Чемпіонат Швейцарії 1934/35 | 9     | 2    | Нордштерн  |
| Чемпіонат Швейцарії 1935/36 | 29    | 9    | Берн       |
| Чемпіонат Швейцарії 1936/37 | 21    | 4    | Базель     |
| Чемпіонат Швейцарії 1937/38 | 22    | 7    | Базель     |
| Чемпіонат Швейцарії 1938/39 | 21    | 6    | Лугано     |
| Чемпіонат Швейцарії 1939/40 | 19    | 3    | Лугано     |
| Чемпіонат Швейцарії 1940/41 | 20    | 4    | Лугано     |
| Чемпіонат Швейцарії 1941/42 | 26    | 2    | Лугано     |
| Чемпіонат Швейцарії 1942/43 | 26    | 7    | Лугано     |
| Чемпіонат Швейцарії 1943/44 | 17    | 5    | Лугано     |
| Чемпіонат Швейцарії 1945/46 | 25    | 5    | Беллінцона |
| Чемпіонат Швейцарії 1946/47 | 7     | 0    | Беллінцона |
| Чемпіонат Швейцарії 1947/48 | 26    | 7    | Беллінцона |
| Чемпіонат Швейцарії 1948/49 | 15    | й    | Беллінцона |
| РАЗОМ                       | 293   | 66   |            |

### Статистика виступів у Кубку Мітропи
| №                      | Розіграш               | Стадія                 | Дата та місце проведення | Команда 1              | Рахунок | Команда 2 | Голи |
| ---------------------- | ---------------------- | ---------------------- | ------------------------ | ---------------------- | ------- | --------- | ---- |
| 1                      | 1936                   | кв. раунд              | 07.06.1936 Берн          | Берн                   | 1:4     | Торіно    |      |
| 2                      | 1936                   | кв. раунд              | 14.06.1936 Турин         | Торіно                 | 7:1     | Берн      |      |
| Всього в Кубку Мітропи | Всього в Кубку Мітропи | Всього в Кубку Мітропи | Всього в Кубку Мітропи   | Всього в Кубку Мітропи | 2       |           | 0    |

## Трофеї і досягнення
«Лугано»
- Чемпіон Національної ліги : 1940–1941

«Беллінцона»
- Чемпіон Національної ліги : 1947–1948